# Đô la Mỹ
Đồng đô la Mỹ hay Mỹ kim, USD (tiếng Anh: United States dollar), còn được gọi ngắn là "đô la" hay "đô", là đơn vị tiền tệ chính thức của Hoa Kỳ. Nó cũng được dùng để dự trữ ngoài Hoa Kỳ. Hiện nay, việc phát hành tiền được quản lý bởi các hệ thống ngân hàng của Cục Dự trữ Liên bang (Federal Reserve). Ký hiệu phổ biến nhất cho đơn vị này là dấu $. Mã ISO 4217 cho đô la Mỹ là USD; Quỹ tiền tệ quốc tế (IMF) dùng US$. Trong năm 1995, trên 380 tỷ đô la đã được lưu hành, trong đó hai phần ba ở ngoài nước. Đến tháng 4 năm 2004, gần 700 tỷ đô la tiền giấy đã được lưu hành, trong đó hai phần ba vẫn còn ở nước ngoài.
Nước Mỹ là một trong một số quốc gia dùng đơn vị tiền tệ gọi là đô la. Một vài quốc gia dùng đô la Mỹ làm đơn vị tiền tệ chính thức, và nhiều quốc gia khác cho phép dùng nó trong thực tế (nhưng không chính thức). Xin xem đô la.

## Sơ lược
Đồng đô la Mỹ thông thường được chia ra thành 100 cent, (ký hiệu ¢). Trong một cách chia khác, có 1.000 min (mill) trong mỗi đô la; thêm vào đó, 10 đô la còn được gọi là Eagle (đại bàng). Tuy nhiên, chỉ có đơn vị xu mới được dùng rộng rãi; dân chúng Mỹ ít nghe đến "eagle" hay "mill", tuy mill có khi được dùng trong việc thu thuế. Trong tiền được lưu hành, các đơn vị ít hơn hoặc bằng 1 đô la được phát hành với dạng tiền kim loại trong khi các đơn vị nhiều hơn hoặc bằng 1 đô la được phát hành với dạng tiền giấy (đơn vị 1 đô la có thể theo dạng tiền giấy hay tiền kim loại, nhưng tiền giấy được lưu hành hơn nhiều). Trước đây, tiền giấy đôi khi được phát hành cho các đơn vị ít hơn 1 đô la, và tiền đúc bằng vàng đã được phát hành cho các đơn vị tới 20 đô la.
Tiền kim loại được đúc bởi Sở đúc tiền Hoa Kỳ (United States Mint). Tiền giấy được in bởi Cục Khắc và In (Bureau of Engraving and Printing) cho Cục Dự trữ Liên bang từ năm 1914. Chúng được bắt đầu in giấy bạc cỡ lớn, nhưng từ năm 1928 đã đổi thành cỡ nhỏ, không biết vì lý do gì.

Tiền giấy trên 100 đô la không còn được in nữa sau 1946 và đã chính thức ngưng lưu hành trong năm 1969. Những tờ tiền giấy này thường được dùng bởi các ngân hàng để trao đổi với nhau hay bởi các thành phần tội phạm có tổ chức (vì lẽ này mà tổng thống Richard Nixon đã đưa ra lệnh ngừng lưu hành). Sau khi việc trao đổi tiền điện tử được ra đời, chúng trở thành dư thừa. Các đơn vị tiền lớn đã được phát hành gồm có $500, $1.000, $5.000, $10.000 và $100.000. 

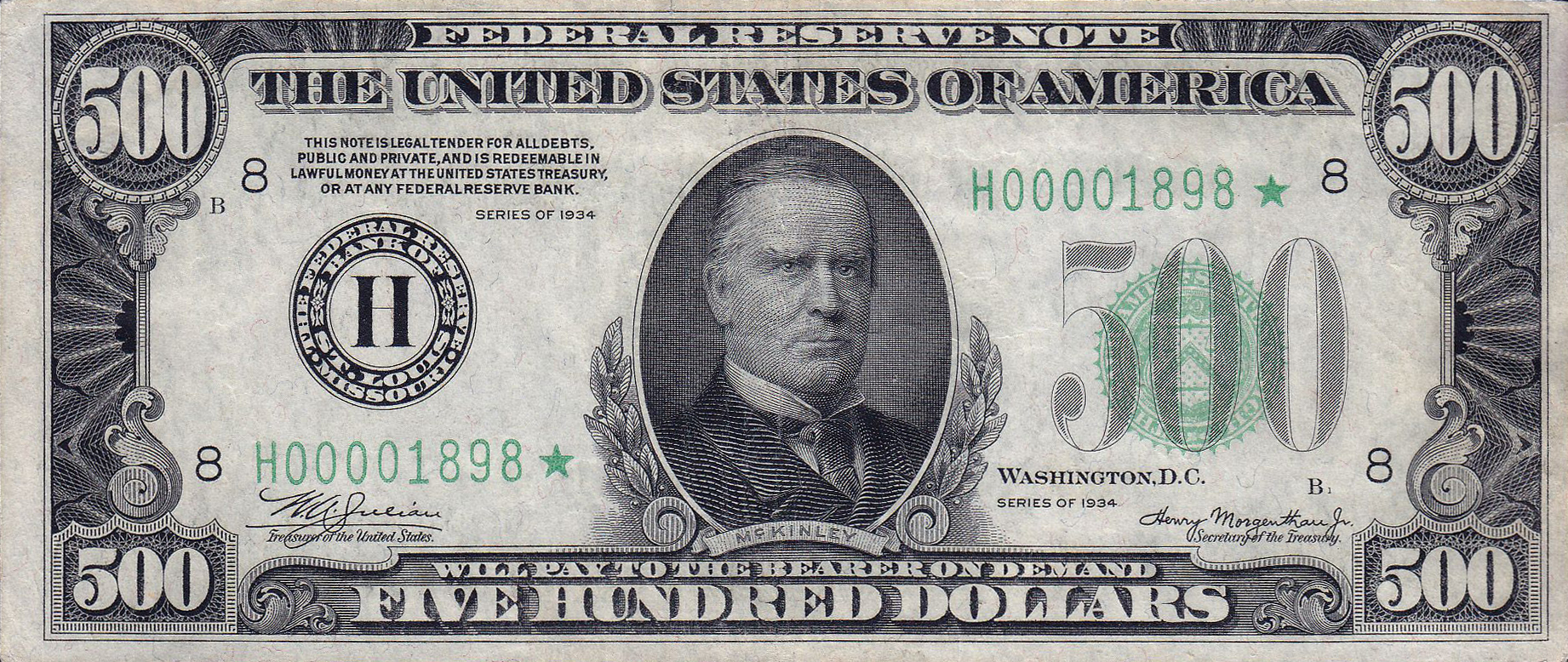
500 USD (năm 1934)
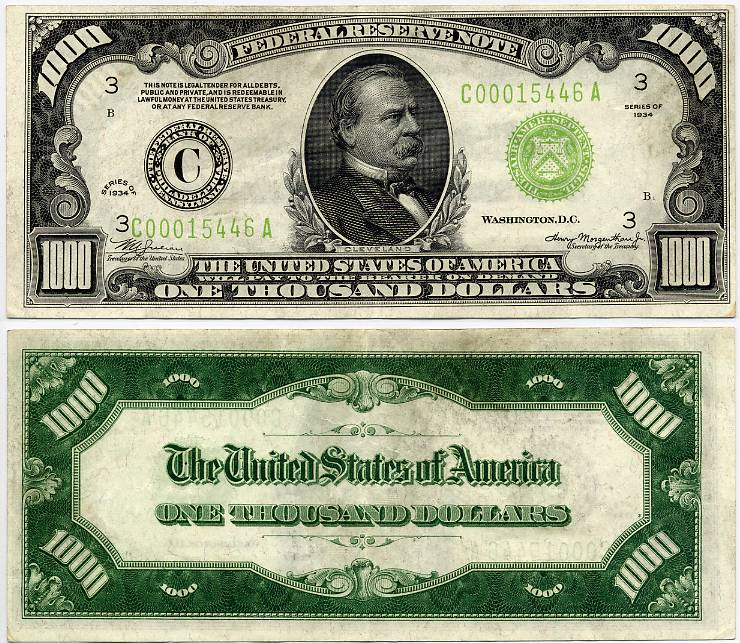
1.000 USD
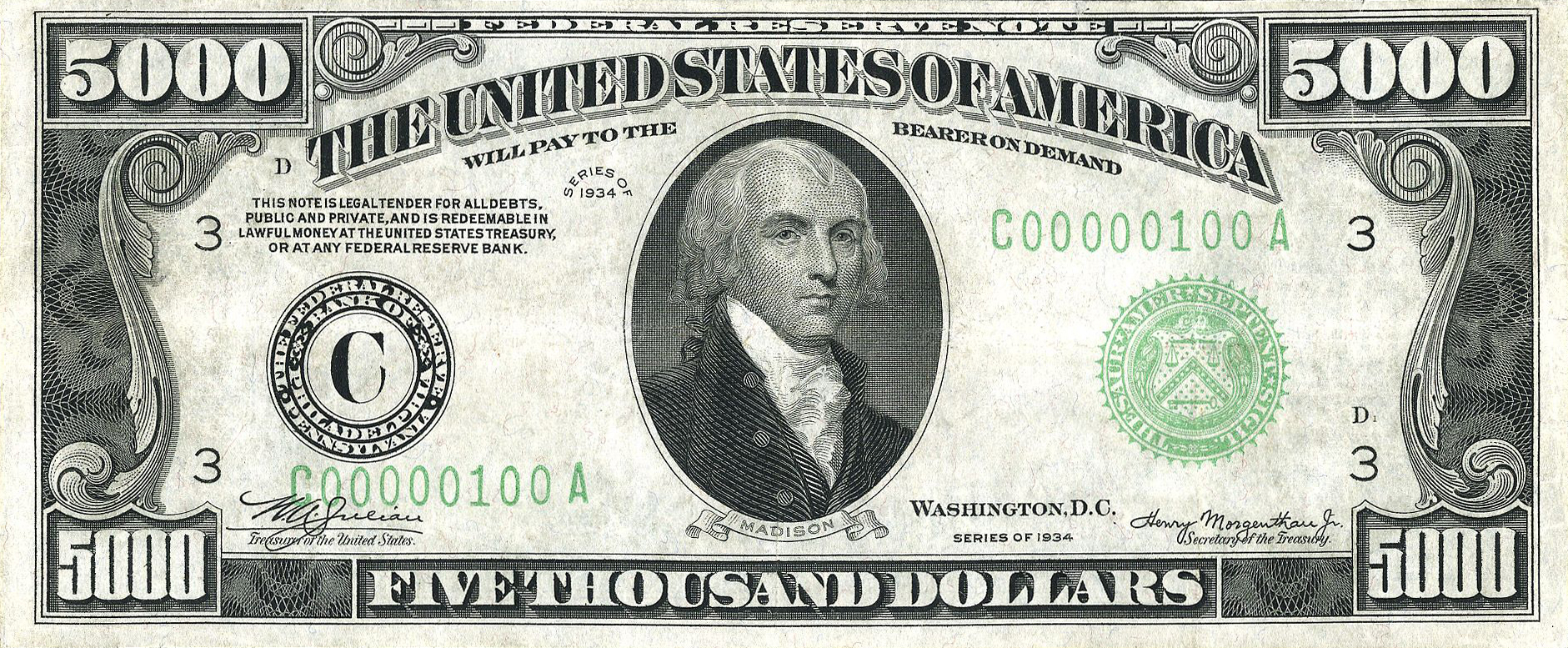
5.000 USD (năm 1934)

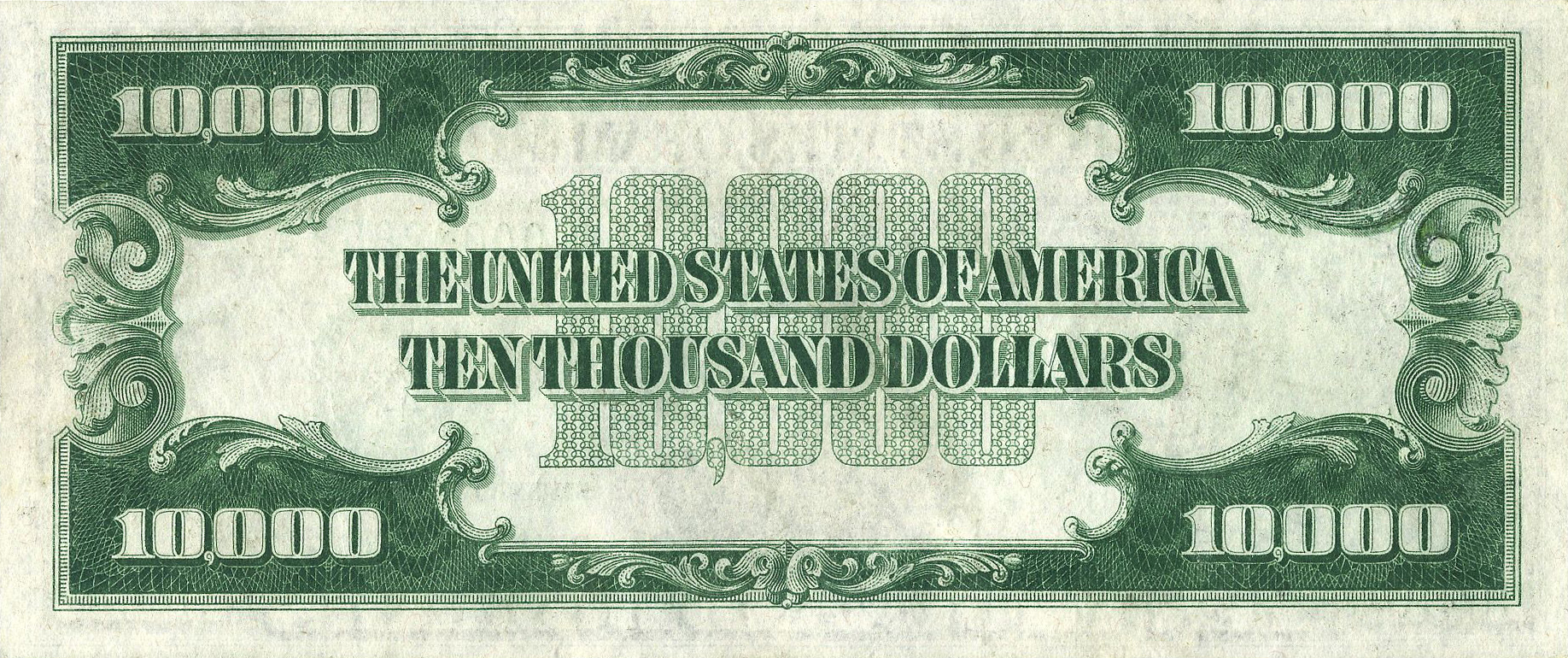
10.000 USD (năm 1934)
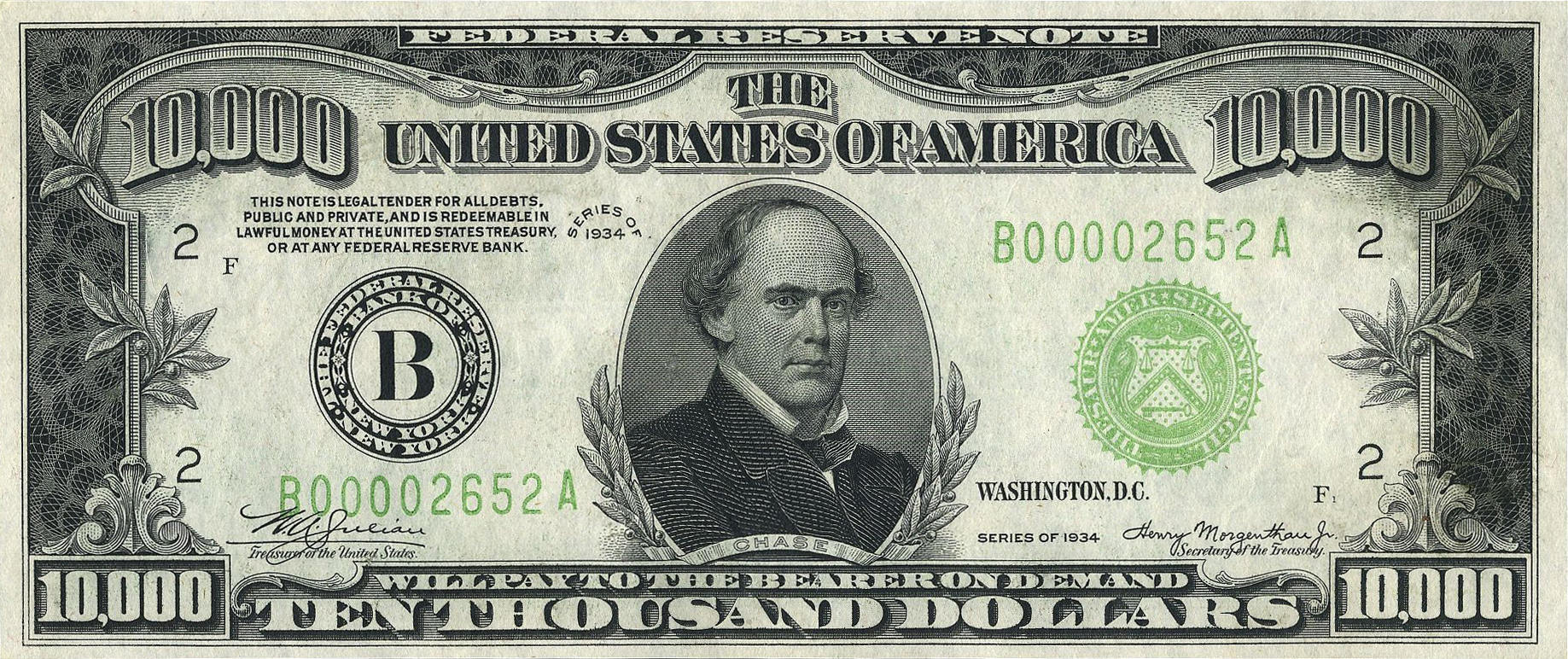
10.000 USD
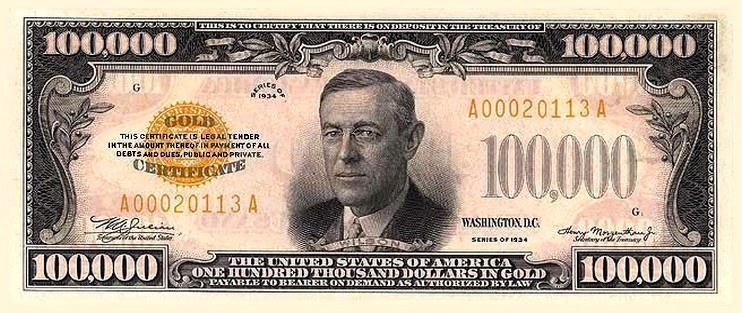
100.000 USD (năm 1934)

Các loại tiền giấy đôla Mỹ có chung dạng trang trí, chung màu sắc (đen bóng mặt trước và xanh lá cây mặt sau) có cùng kích thước (156 x 66 mm) cho dù chúng có giá trị khác nhau, từ 1 USD trở lên. Mỗi loại tiền giấy, ứng với một mệnh giá, hầu hết mang hình một tổng thống Mỹ theo đúng quy định.

## Tiền kim loại

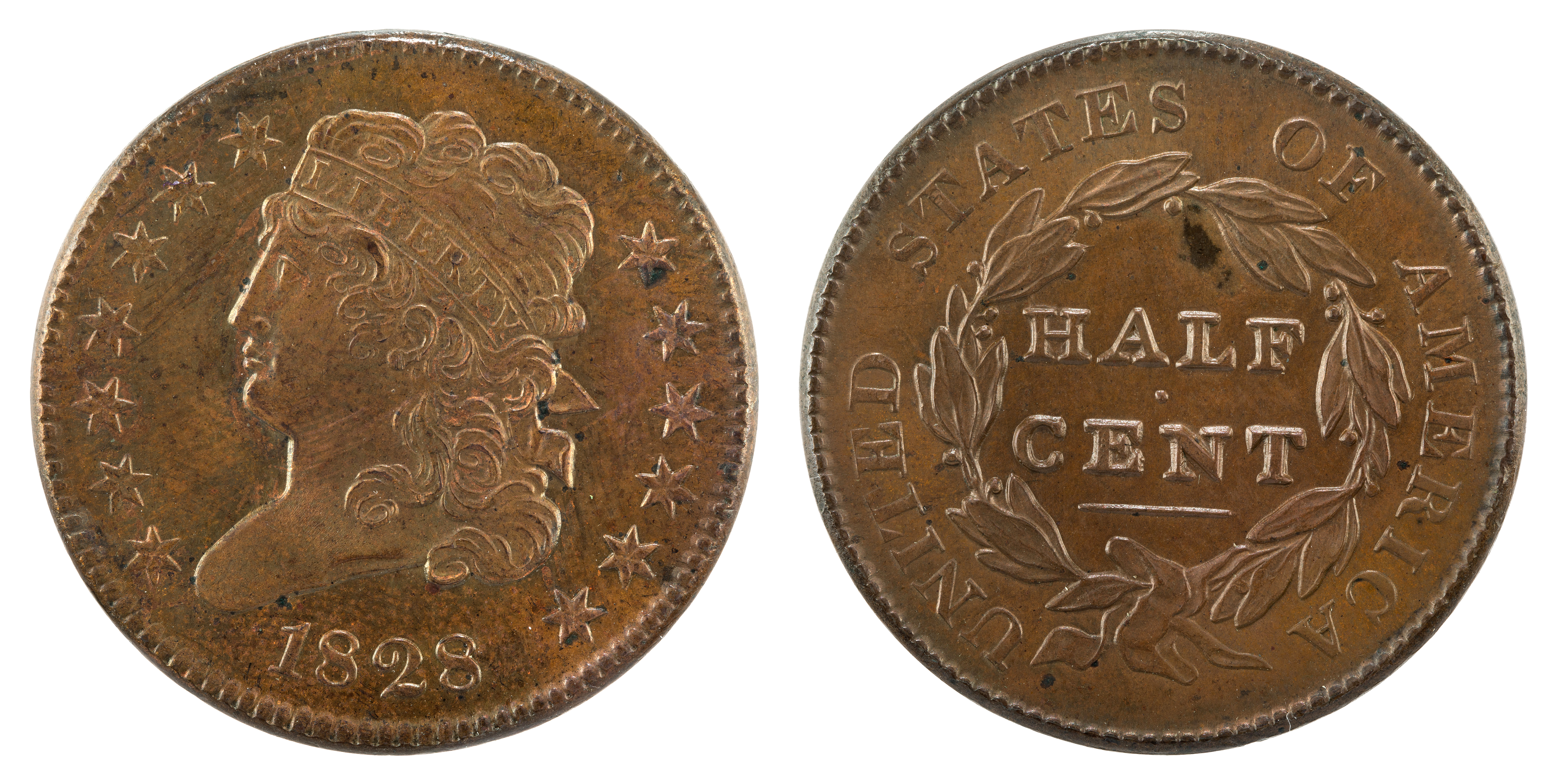
Nửa xu là đồng xu mang mệnh giá nhỏ nhất từng được đúc tại Hoa Kỳ

Đang được lưu hành có tiền kim loại 1¢ (penny), 5¢ (nickel), 10¢ (dime), 25¢ (quarter), 50¢ (nửa đô la, không thịnh hành) và $1 (không thịnh hành).

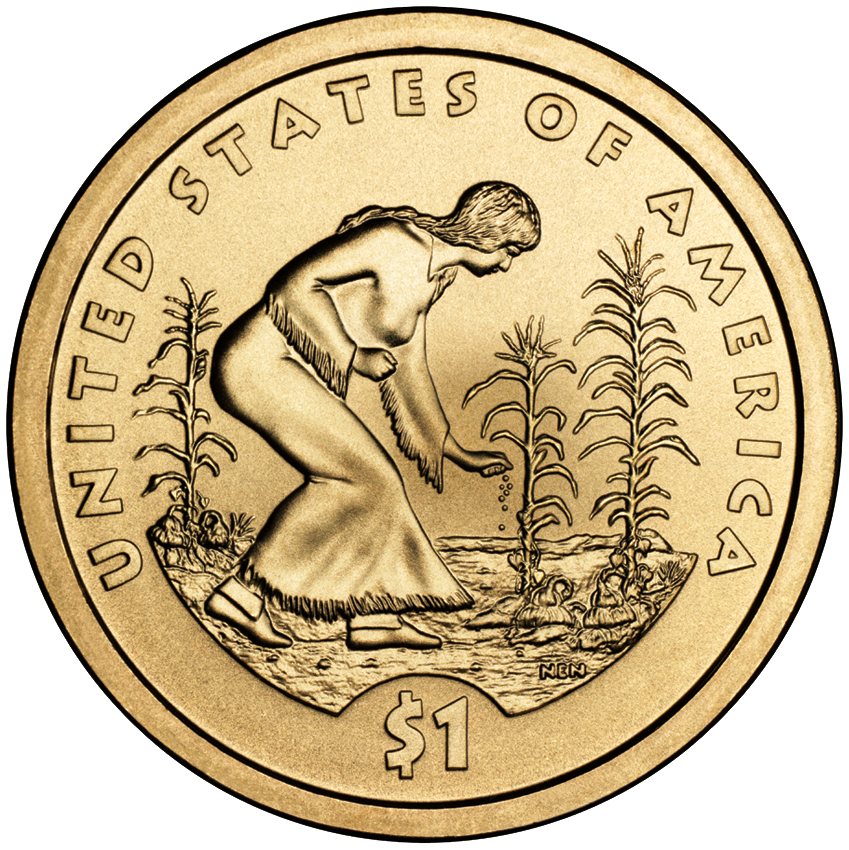
Đồng Đô la Sacagawea với hình nữ thổ dân, năm 2009

Tiền kim loại 1 đô la chưa bao giờ là phổ biến tại Hoa Kỳ. Đồng bạc được đúc giữa 1794 đến 1935 với một vài thời gian bị gián đoạn; tiền đúc bằng đồng và niken cùng cỡ được đúc từ 1971 đến 1978. Đồng Susan B. Anthony được ra mắt trong năm 1979; chúng không được ưa chuộng vì dễ bị nhầm lẫn với đồng quarter (25¢) có cỡ gần bằng, có viền răng cưa và màu sắc tương tự. Những đồng này bị ngừng đúc ngay sau đó, nhưng vẫn là có thể dùng làm tiền hợp pháp. Trong năm 2000, một đồng $1 mới có hình Sacagawea, một nữ thổ dân, còn gọi là Đô la Sacagawea được ra mắt, chúng có viền phẳng và có màu vàng kim loại. Dù vậy, chúng không được ưa chuộng bằng đồng tiền giấy $1 và ít được dùng trong công việc hằng ngày. Sự thất bại của tiền kim loại đã bị đổ lỗi vào sự thất bại trong việc đồng thời thu hồi tiền giấy và cố gắng yếu kém trong việc phổ biến tiền kim loại. Hầu hết các máy bán hàng tự động không thối tiền bằng giấy được, cho nên chúng thường được thiết kế để thối bằng đồng đô la hay nửa đô la kim loại.
Trong quá khứ, Hoa Kỳ đã đúc tiền kim loại với giá trị: nửa xu, hai xu, ba xu, hai mươi xu, $2,50, $3,00, $4,00, $5,00, $10,00 và $20,00. Chúng vẫn là tiền tệ chính thức theo giá trị trên mặt, nhưng cao giá hơn đối với những nhà sưu tầm tiền cổ.
Sở Đúc tiền Hoa Kỳ cũng sản xuất tiền thoi vàng và bạch kim, được gọi là "American Eagles" (Đại bàng Mỹ), đều là tiền tệ chính thức tuy chúng rất hiếm khi được dùng. Lý do là chúng không được sản xuất để trao đổi, do đó giá trị mặt của chúng thấp hơn giá kim loại quý được dùng để tạo chúng. Đồng thoi American Silver Eagle (Đại bàng bạc Mỹ) được lưu hành với giá trị $1 (1 ounce troy). Đồng thoi American Gold Eagle (Đại bàng vàng Mỹ) có giá trị $5 (1/10 ounce troy), $10 (1/4 ounce troy), $25 (1/2 ounce troy) và $50 (1 ounce troy). Đồng thoi American Platinum Eagle (Đại bàng bạch kim Mỹ) có giá trị $10 (1/10 ounce troy), $25 (1/4 ounce troy), $50 (1/2 ounce troy) và $100 (1 ounce troy). Đồng bạc có 99,9% bạc, đồng vàng có 91,67% vàng (22 karat) và đồng bạch kim có 99,95% bạch kim. Các đồng tiền này không có bán lẻ cho cá nhân, mà phải mua từ các cơ quan có phép.
Sở Đúc tiền còn sản xuất tiền kim loại dành cho các nhà sưu tầm, có cùng giá mặt và thể tích vàng thoi, để bán lẻ. Hiện giờ đơn vị lớn nhất được lưu hành là tờ $100 và đồng $100 ounce troy Platinum Eagle.

## Chỉ trích

### Tiền kim loại
Hiếm có cho một đơn vị tiền tệ quan trọng, giá trị của tiền kim loại Mỹ không được viết bằng số. Thay vào đó, giá trị của chúng được viết bằng chữ tiếng Anh, có thể tạo ra sự khó khăn cho những du khách không biết tiếng này. Hơn nữa, các chữ được viết không theo khuôn mẫu: "One Cent" (1 cent), "One Nickel" (1 nickel, giá trị 5 cent), "One Dime" (1 dime, giá trị 10 cent), "Quarter Dollar" (1 quarter, có giá trị 25 cent) và "Half Dollar" (1 half, giá trị 50 cent). Để hiểu các thuật ngữ này, người đọc phải hiểu các từ "penny", "nickel", "dime", "quarter" và "half dollar".
Vì lý do lịch sử, cỡ tiền không lớn lên theo giá trị mặt. Tiền 1 cent (penny) và 5 cent (nickel) đều lớn hơn đồng 10 cent (dime), và đồng 50 cent lại lớn hơn đồng $1 có hình Sacagawea hay Susan B. Anthony. Cỡ của đồng dime, quarter và nửa đô la đã có từ trước 1964, khi chúng được đúc từ 90% bạc; cỡ của chúng tuỳ thuộc vào giá trị của chúng bằng bạc, và điều đó giải thích tại sao đồng dime có cỡ nhỏ nhất. Đường kính hiện nay của đồng đô la được ra mắt năm 1979 với đồng Susan B. Anthony, vì thế cỡ của chúng không tuỳ thuộc vào số lượng bạc, và được chọn tuỳ ý, không có liên quan đến đồng đô la Eisenhower cùng cỡ với đồng Peace và đồng Morgan (đô la Morgan) bằng bạc được dùng trong đầu thế kỷ XX.

### Tiền giấy
Tuy các biện pháp nhằm chống tiền giả như thêm màu và hình mờ đã được đưa vào tiền giấy, các người chỉ trích cho rằng việc làm tiền giả còn quá dễ dàng. Họ cho rằng việc in hình màu là việc dễ dàng đối với các máy in hiện đại rẻ tiền. Họ đề nghị Cục dự trữ Liên bang nên đưa vào các chức năng ảnh toàn ký (holography) như đã có trong các đơn vị tiền lớn khác như Đô la Canada, franc Thụy Sĩ và đồng euro, khó giả mạo hơn. Một kỹ thuật khác được phát triển tại Úc, được một vài nước sử dụng, chế tạo ra tiền giấy bằng polymer.
Tuy nhiên, có lẽ tiền Mỹ cũng không dễ giả mạo như các nhà chỉ trích đã nói. Hai chức năng chống tiền giả quan trọng nhất trong tiền Mỹ là giấy và mực. Các thành phần của giấy và cách chế biến mực còn được giữ bí mật. Sự kết hợp của giấy và mực tạo ra một lớp da đặc biệt, càng được nổi rệt ra khi tiền được qua nhiều tay. Các đặc điểm này khó tái tạo được nếu không có đủ thiết bị và vật dụng. Tuy nhiên, tiền giấy Mỹ vẫn còn dễ giả mạo hơn hầu hết các tiền khác, và trong khi một ngân hàng có thể phát hiện tiền giả, chúng ít được xem xét kỹ lưỡng khi được sử dụng.
Các nhà chỉ trích đồng thời còn cho rằng tiền giấy Mỹ rất khó phân biệt: chúng có hoa văn rất giống nhau, và được in bằng cùng màu, và có cỡ bằng nhau. Các tổ chức hỗ trợ người mù muốn chúng được in bằng cỡ khác nhau tuỳ theo mệnh giá và có chữ Braille cho những người khiếm thị có thể sử dụng chúng mà không cần phải đọc chữ. Tuy một số người khiếm thị đã có thể dùng cảm giác để phân biệt tiền giấy, nhiều người khác phải dùng máy đọc tiền; trong khi một số người khác gấp tiền khác nhau theo mệnh giá để dễ phân biệt chúng. Giải pháp này vẫn cần sự giúp đỡ của một người thấy rõ, cho nên không phải là một giải pháp hoàn thiện.
Trong khi đó, các đơn vị tiền quan trọng khác như đồng euro có tiền với cỡ khác nhau: mệnh giá càng cao thì cỡ tiền càng lớn, và chúng còn được in bằng nhiều màu khác nhau. Chẳng những chúng giúp người khiếm thị, chúng còn giúp người thường không lẫn lộn một tờ giấy có giá trị cao trong một xấp tiền có giá trị thấp, một vấn đề thường gặp ở Mỹ. Các du khách cũng thường không phân biệt được tiền Mỹ vì họ không rành lắm với những hoa văn trên mặt giấy.
Đã có dự án để đổi tiền giấy thành nhiều cỡ, nhưng những nhà sản xuất máy bán hàng tự động và máy đổi tiền cho rằng làm vậy sẽ làm các máy đó phức tạp hơn và tốn tiền hơn. Tại châu Âu họ cũng dùng lý luận này trước khi có nhiều cỡ tiền, nhưng đã bị thất bại.
Ngoài việc in tiền nhiều màu và nhiều cỡ khác nhau, nhiều nước khác cũng có các chức năng cảm giác trong tiền không tìm thấy được trong tiền Mỹ để hỗ trợ người khiếm thị. Đô la Canada có một số nút có thể cảm nhận được trong góc trên phải để cho biết mệnh giá tiền.
Ngoài chức năng giúp người dùng phân biệt tiền, việc in tiền nhiều cỡ có một chức năng chống một cách làm tiền giả mà tiền Mỹ đã bị nhiều lần: các người làm tiền giả tẩy trắng mực từ một tờ tiền với mệnh giá thấp (như là 1 đô la) và in lại với mệnh giá cao hơn (như là 100 đô la). Hiện đang có đề nghị được đưa ra để làm tờ 1 đô la và 5 đô la một inch ngắn hơn và nửa inch thấp hơn; tuy nhiên, giải pháp này không hoàn thiện vì có 7 đơn vị tiền mà chỉ có 2 cỡ tiền giấy.

## Sử dụng quốc tế
| Year                                   | Cao nhất ↑ | Cao nhất ↑ | Thấp nhất ↓ | Thấp nhất ↓ |
| Year                                   | Ngày       | Tỷ giá     | Ngày        | Tỷ giá      |
| -------------------------------------- | ---------- | ---------- | ----------- | ----------- |
| 1999                                   | 03/12      | €0.9985    | 05/01       | €0.8482     |
| 2000                                   | 26/10      | €1.2118    | 06/01       | €0.9626     |
| 2001                                   | 06/07      | €1.1927    | 05/01       | €1.0477     |
| 2002                                   | 28/01      | €1.1658    | 31/12       | €0.9536     |
| 2003                                   | 08/01      | €0.9637    | 31/12       | €0.7918     |
| 2004                                   | 14/05      | €0.8473    | 28/12       | €0.7335     |
| 2005                                   | 15/11      | €0.8571    | 03/01       | €0.7404     |
| 2006                                   | 02/01      | €0.8456    | 05/12       | €0.7501     |
| 2007                                   | 12/01      | €0.7756    | 27/11       | €0.6723     |
| 2008                                   | 27/10      | €0.8026    | 15/07       | €0.6254     |
| 2009                                   | 04/03      | €0.7965    | 03/12       | €0.6614     |
| 2010                                   | 08/06      | €0.8374    | 13/01       | €0.6867     |
| 2011                                   | 29/12      | €0.7759    | 04/05       | €0.6720     |
| 2012                                   | 24/07      | €0.8272    | 28/02       | €0.7433     |
| 2013                                   | 27/04      | €0.7832    | 01/02       | €0.7329     |
| Nguồn: Euro exchange rates in USD, ECB |            |            |             |             |

Một số quốc gia ngoài Hoa Kỳ sử dụng đồng đô la Mỹ làm đơn vị tiền tệ chính thức. Ecuador, El Salvador, Zimbabwe và Đông Timor dùng đô la Mỹ. Các cựu thành viên trong nhóm Lãnh thổ Tín nhiệm Các đảo Thái Bình Dương (Trust Territory of the Pacifi Islands) dưới sự quản lý của Hoa Kỳ, kể cả Palau, Micronesia và Quần đảo Marshall, đã không phát hành tiền riêng sau khi họ độc lập.
Thêm vào đó, đơn vị tiền địa phương của Bermuda, Bahamas, Panama và một số quốc gia khác có thể hoán đổi với đồng USD với tỷ giá 1:1. Đơn vị tiền tệ của Barbados được hoán đổi với tỷ giá 2:1. Argentina đã dùng tỷ giá hoán đổi 1:1 giữa đồng peso Argentina và đô la Mỹ từ 1991 đến 2002. Tại Liban, 1 đô la được đổi thành 1500 lira Liban, và cũng có thể được sử dụng để mua bán như đồng lira. Tại Hồng Kông, đồng đô la Mỹ và đô la Hồng Kông đã được ràng buộc với giá HK$7,8/USD từ năm 1983. Đồng Pataca của Ma Cao, được ràng buộc với đô la Hồng Kông với giá MOP1,03/HKD, được gián tiếp hoán đổi với đô la Mỹ với tỷ giá khoảng MOP8/USD. Đồng Nhân dân tệ của CHND Trung Hoa đã được ổn định giá với đô la Mỹ từ giữa thập niên 1990 với giá Y8,28/USD cho đến ngày 21 tháng 7, 2005. Malaysia cũng đã ổn định giá của đồng Ringgit với giá MR3,8/USD từ 1997. Ngày 21 tháng 7, 2005, cả hai quốc gia đã thả giá tiền họ để theo giá thị trường.
Đồng đô la còn được dùng làm đơn vị tiêu chuẩn trong các thị trường quốc tế cho các mặt hàng như vàng và dầu hỏa. Ngay cả các công ty ngoại quốc ít buôn bán tại Hoa Kỳ, như Airbus, liệt kê và bán sản phẩm của họ bằng đô la (tuy trong trường hợp này một số người cho rằng lý do là vì các doanh nghiệp Hoa Kỳ đang thống trị ngành hàng không).
Vào thời điểm này, đồng đô la Mỹ vẫn là đơn vị tiền dự trữ hàng đầu, hầu hết trong đơn vị $100. Phần đông tiền giấy Hoa Kỳ đang ở ngoài Hoa Kỳ. Theo kinh tế gia Paul Samuelson, nhu cầu cho tiền đô la cho phép Hoa Kỳ giữ sự thiếu hụt trong xuất-nhập khẩu mà không dẫn đến sự suy sụp của đồng tiền.
Không lâu sau khi đồng euro (€; mã ISO 4217 EUR) được ra mắt như tiền mặt trong năm 2002, đồng đô la đã bị từ từ giảm giá trên thị trường quốc tế. Sau khi đồng euro lên giá trong tháng 3 năm 2002, việc thiếu hụt trong chi tiêu và thương mại của Hoa Kỳ ngày càng gia tăng. Đến Giáng Sinh năm 2004 đồng đô la đã tụt giá thấp nhất đối với các đơn vị tiền quan trọng khác, đặc biệt là đồng euro. Đồng euro lên giá cao hơn $1,36/€ (dưới 0,74€/$) lần đầu tiên cuối năm 2004, khác hẳn với đầu năm 2003 ($0,87/€). Bắt đầu từ cuối tháng 5 đến đầu tháng 6 năm 2005 đồng đô la lại lên giá nhanh chóng so với đồng euro sau khi nền kinh tế các nước châu Âu đang ứ đọng và Hiến pháp Liên minh châu Âu không được phê chuẩn trong cuộc trưng cầu dân ý ở hai nước Pháp và Hà Lan. Trong khi tỷ lệ thất nghiệp tại các nước sử dụng euro và sự phát triển kinh tế bị chậm lại tại các nước thuộc Liên Minh, đồng euro có thể bị xuống giá so với đồng đô la, tuy đồng euro vẫn giữ sức mạnh.

## Dấu hiệu đô la

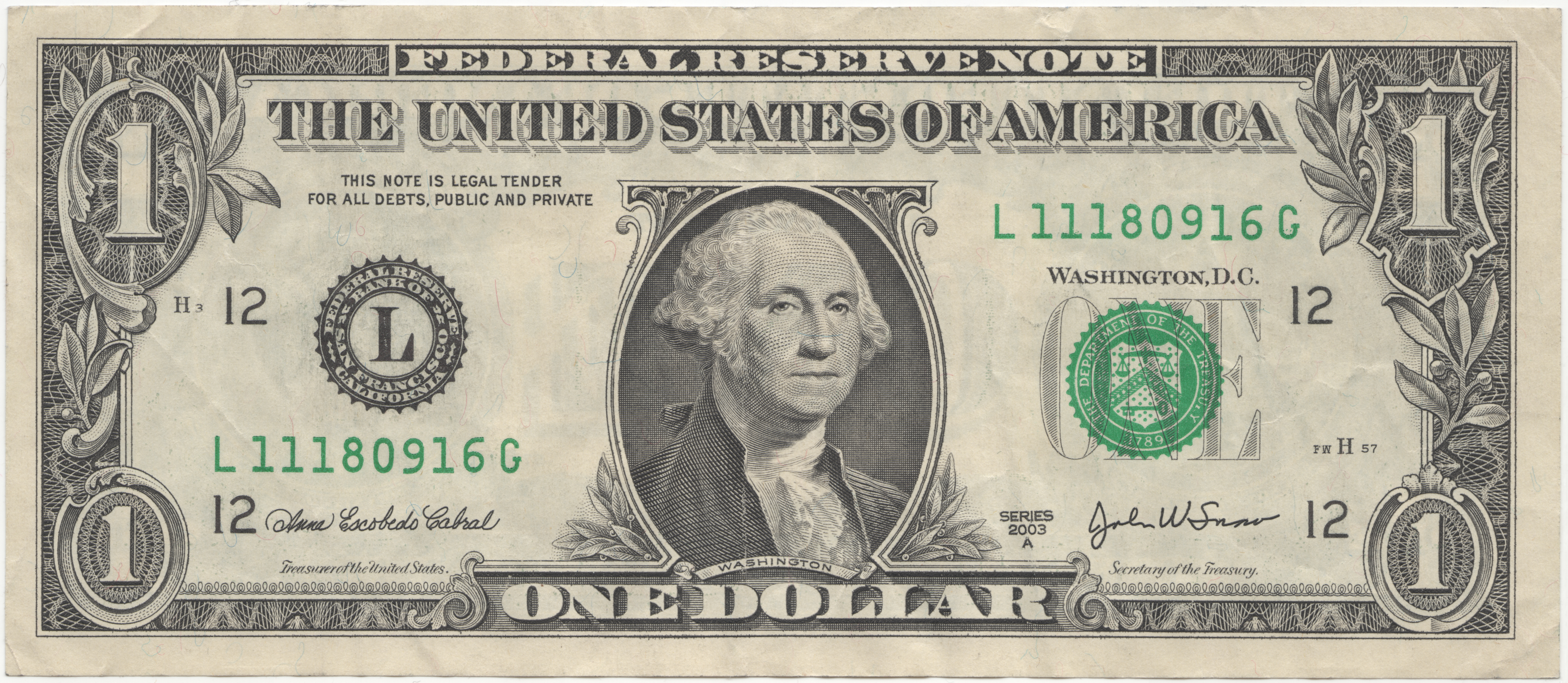
Mặt phải của 1 đô la Mỹ (1999)
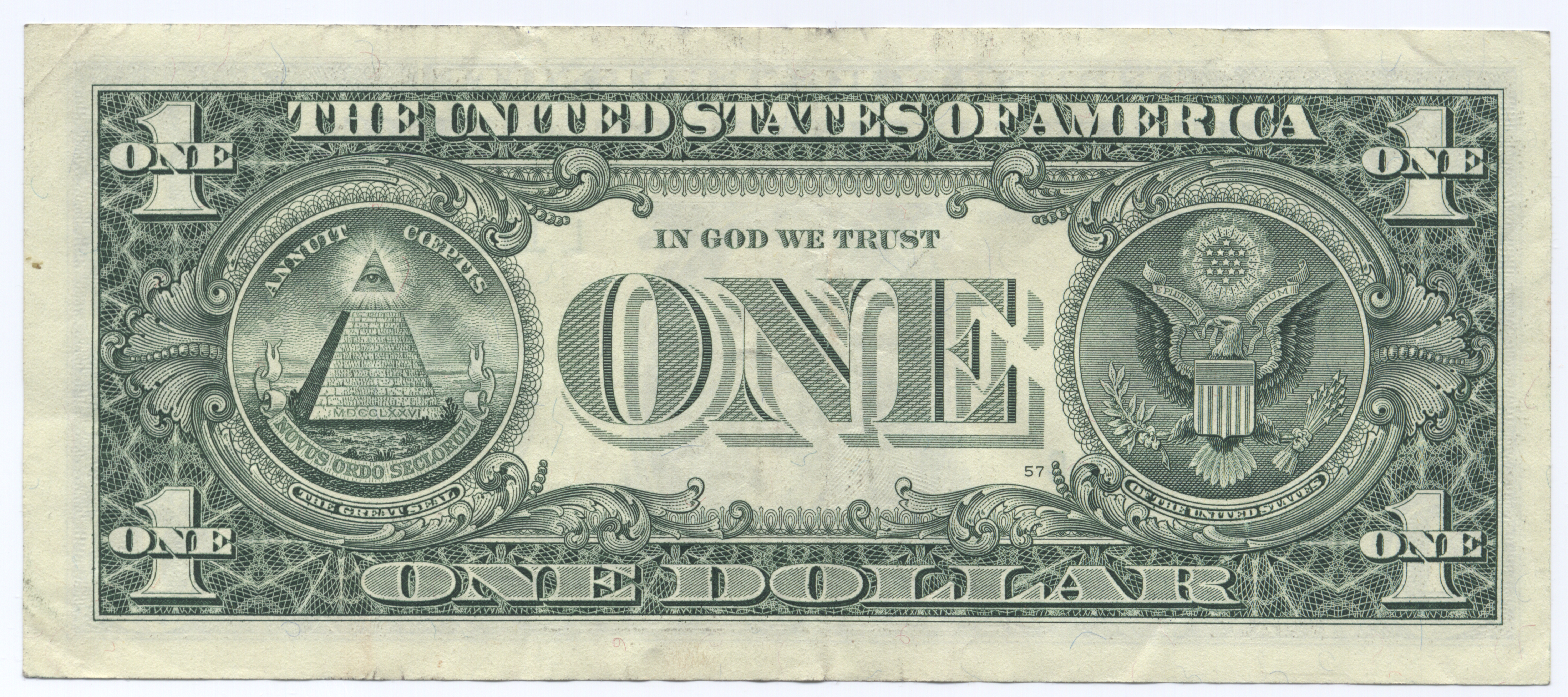
Mặt trái của 1 đô la Mỹ (1995)
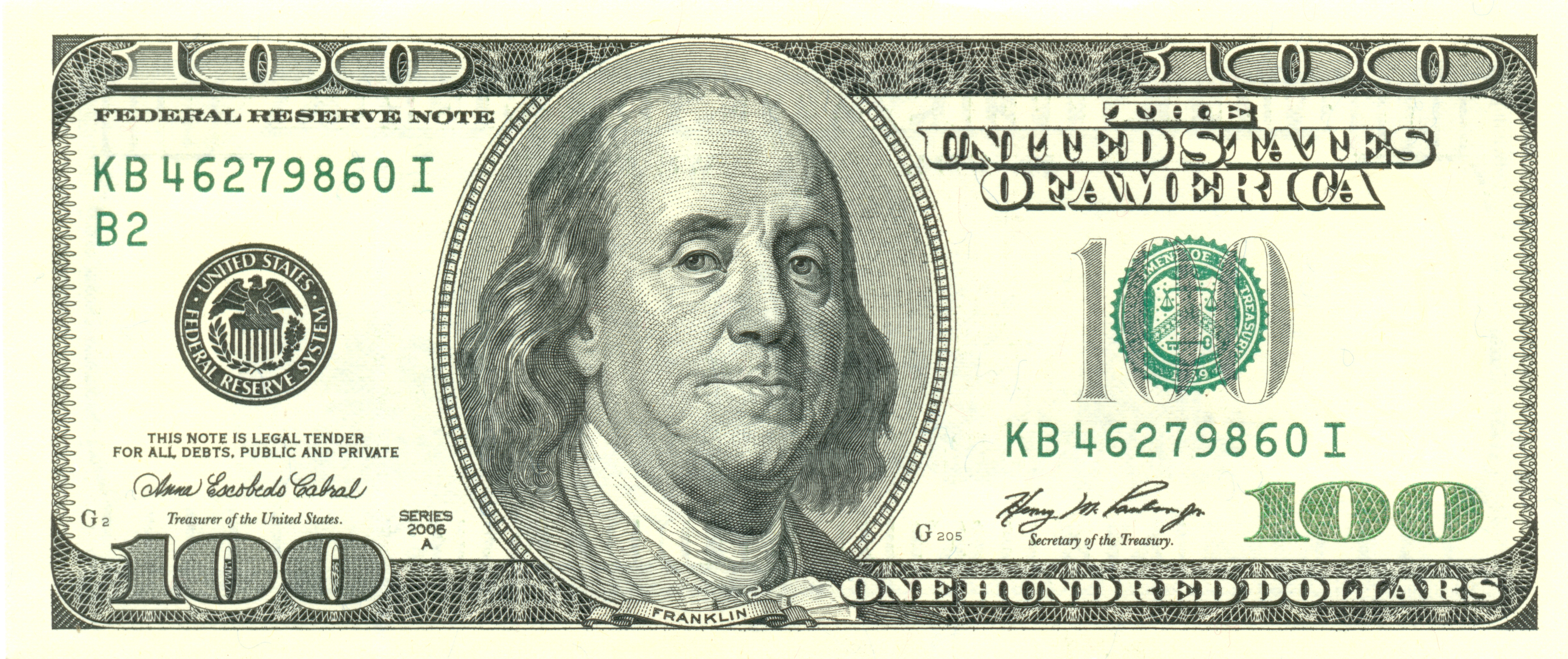
Mặt phải của tờ 100 đô la (1996), có hình Benjamin Franklin
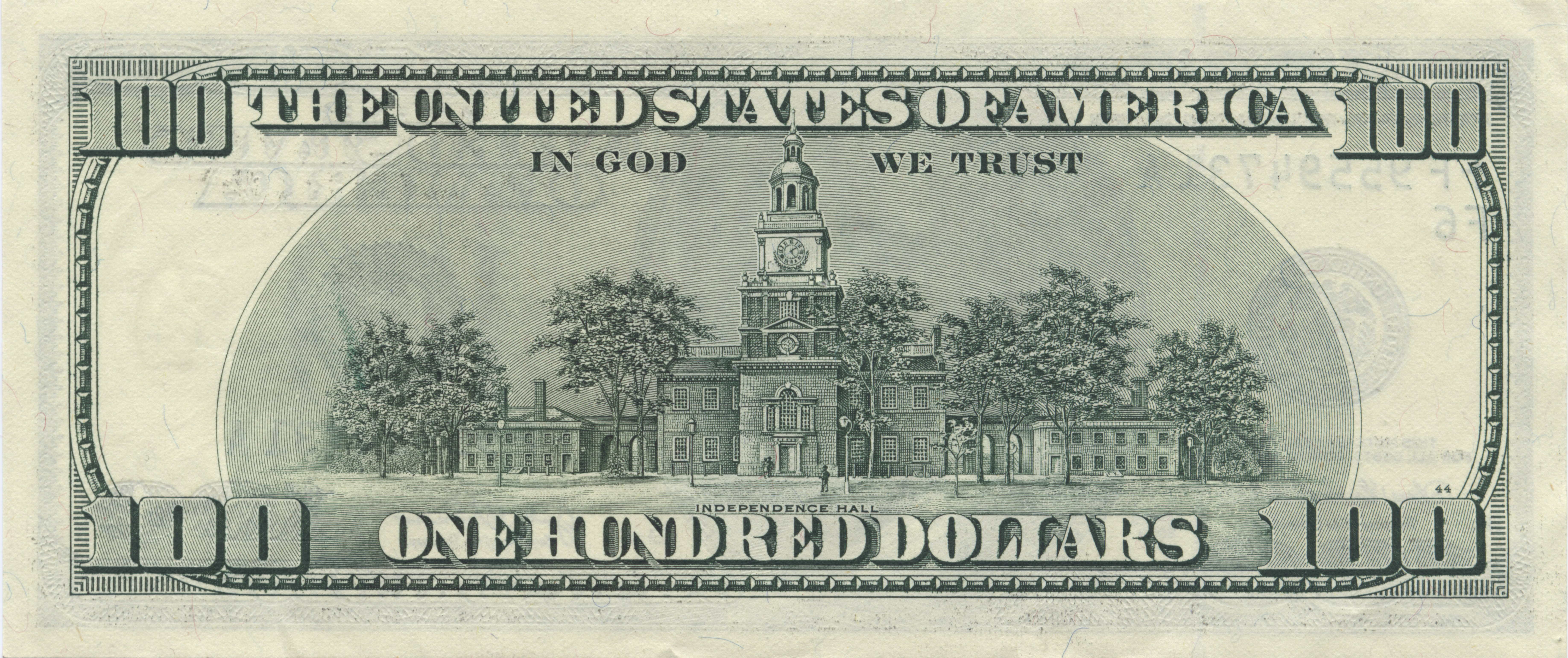
Mặt trái của tờ 100 đô la (1996), có hình Hội trường Tự do
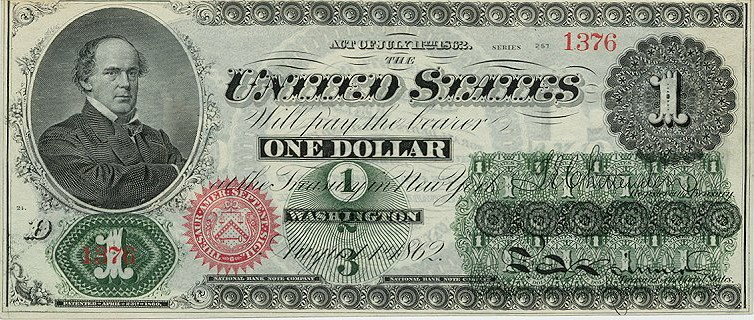
Đồng 1 đô la Mỹ (1862)
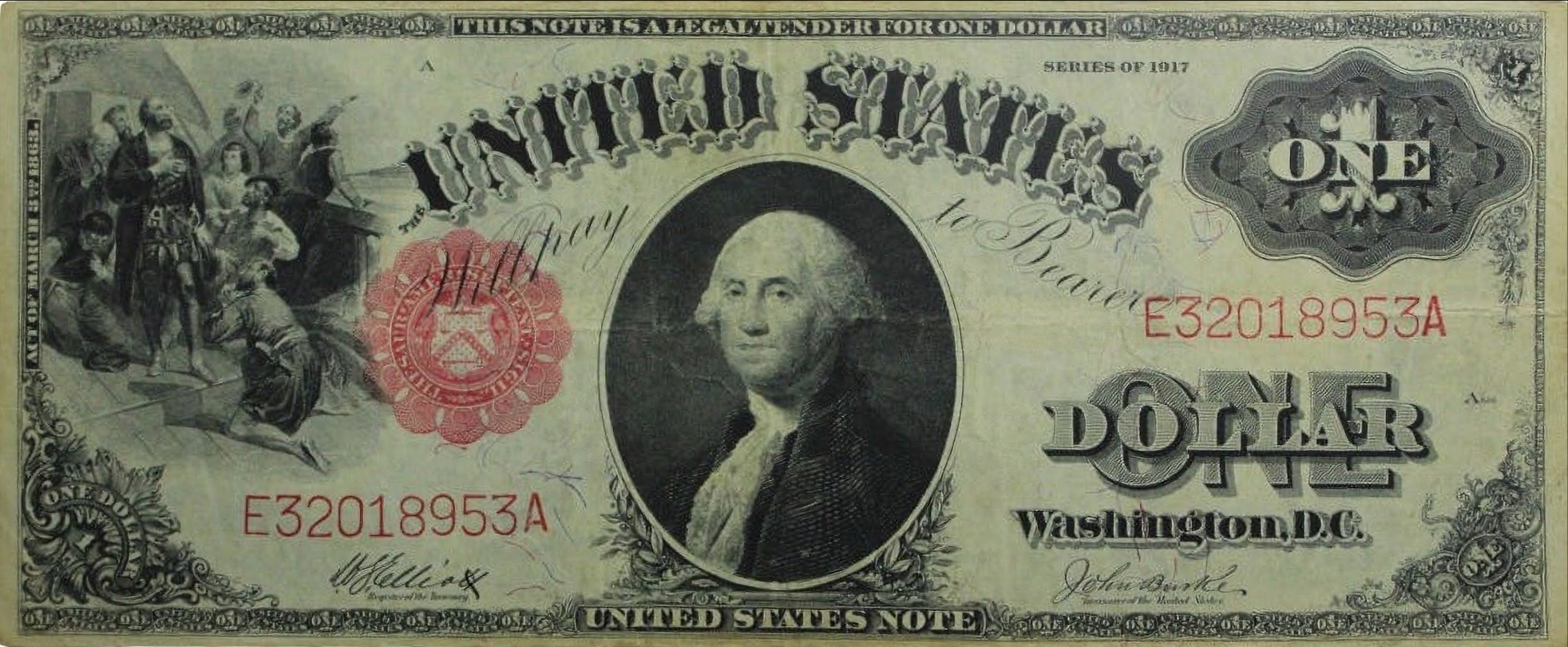
Đồng 1 đô la Mỹ (1917)
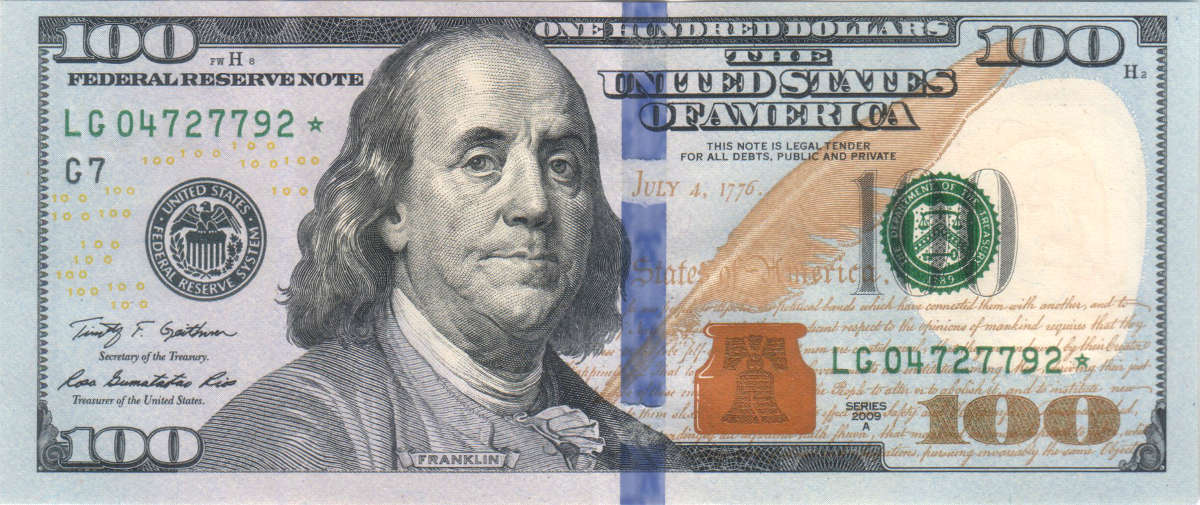
$100 Benjamin Franklin
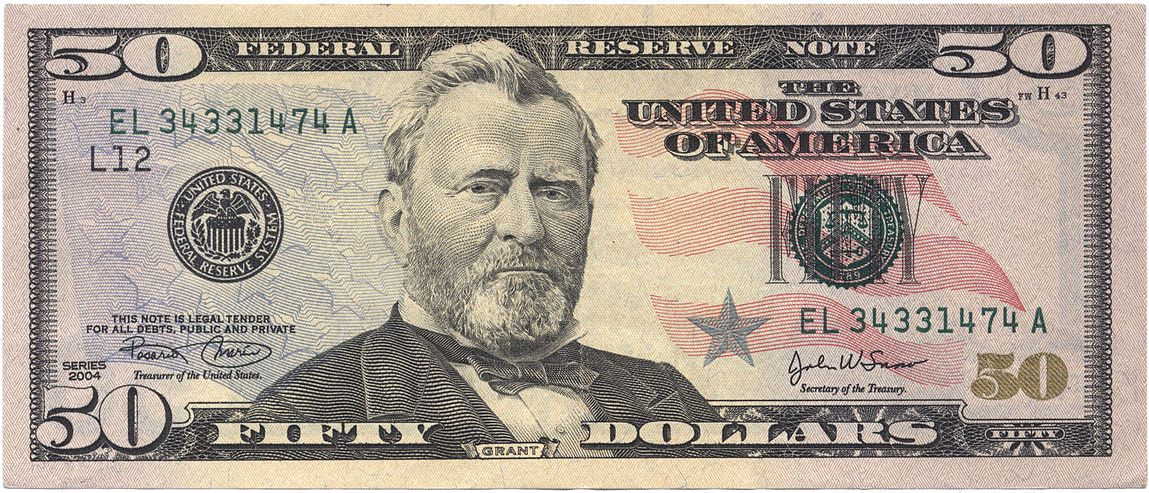
$50 Ulysses S. Grant
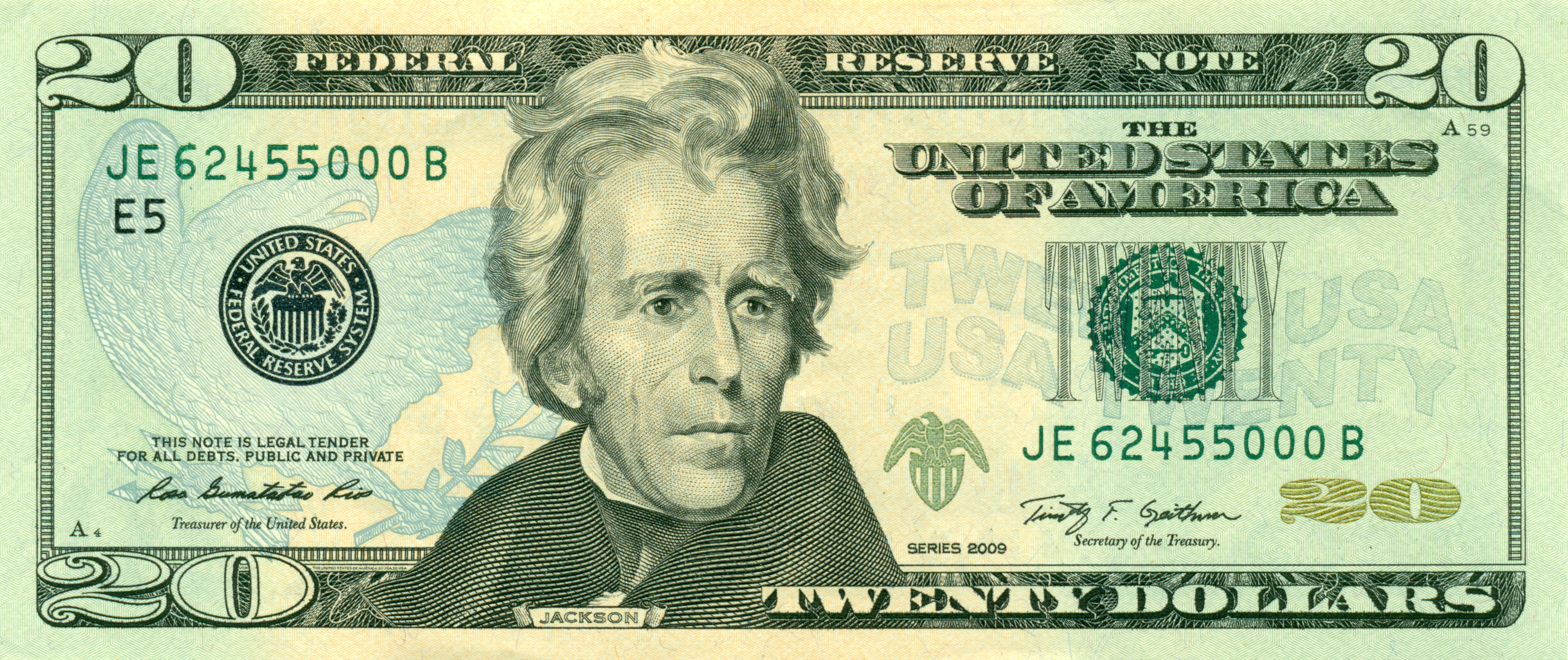
$20 Andrew Jackson
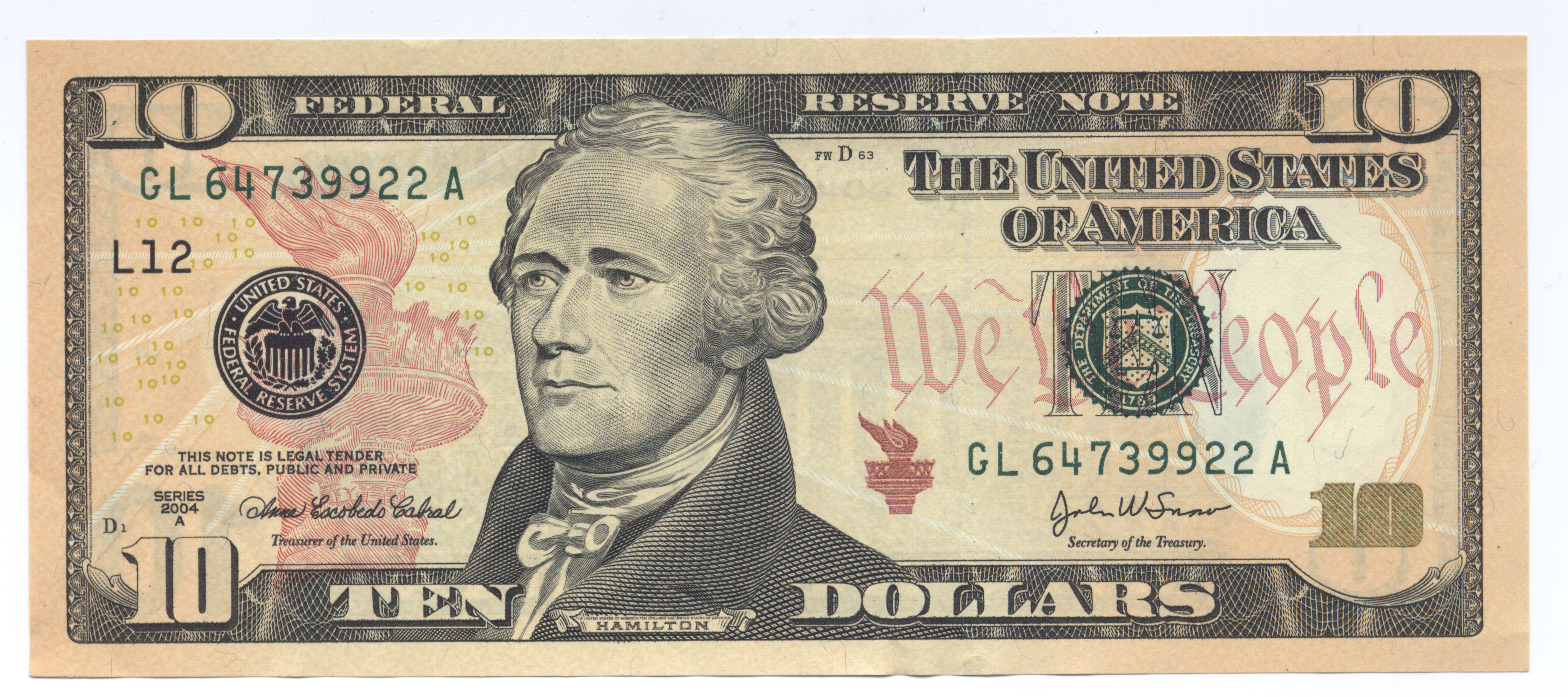
$10 Alexander Hamilton
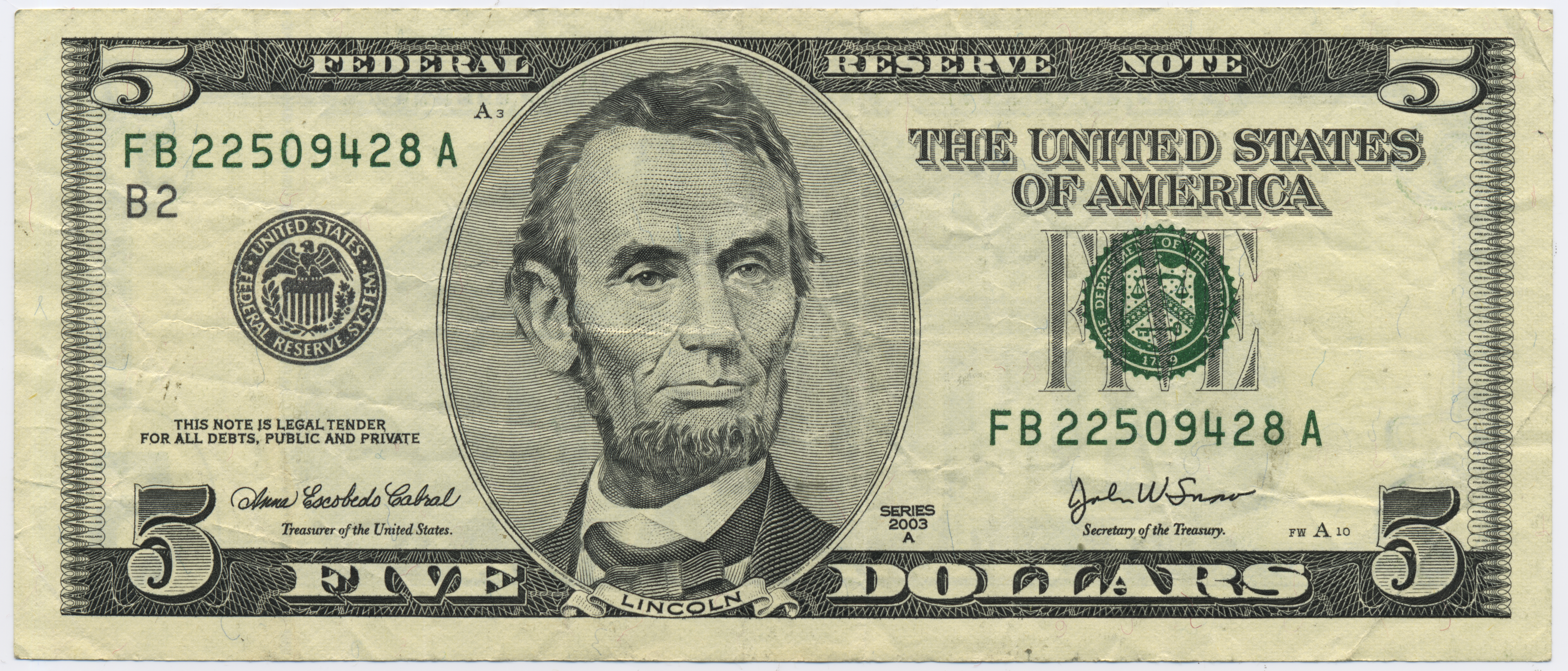
$5 Abraham Lincoln
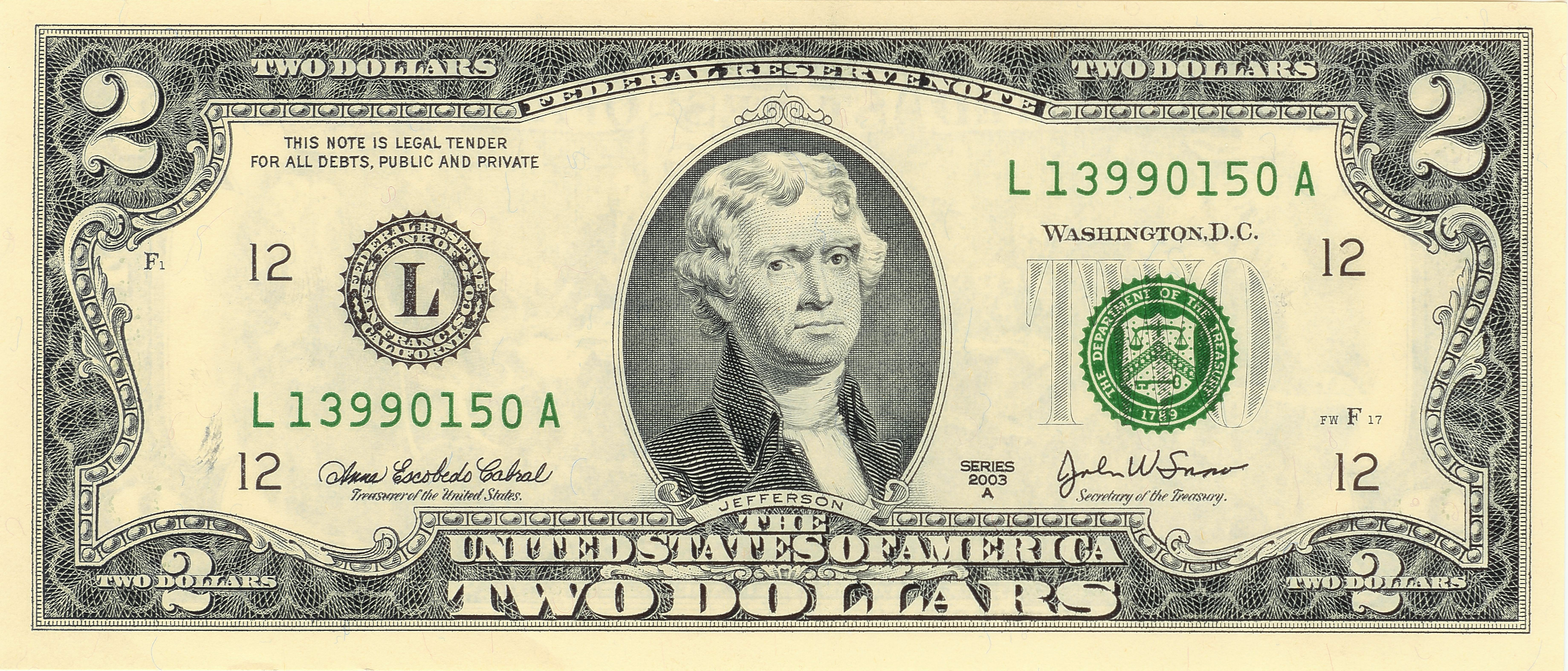
$2 Thomas Jefferson
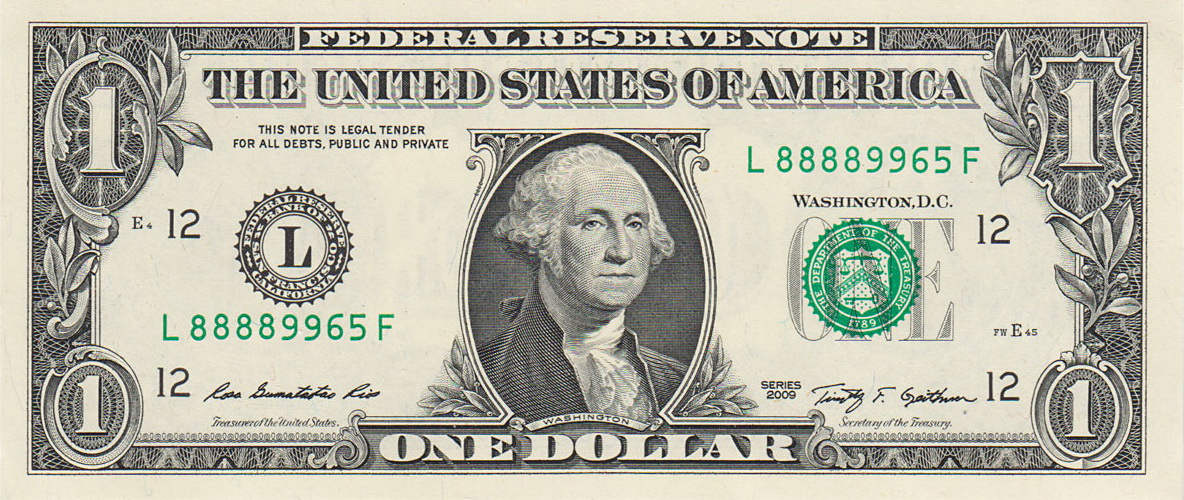
$1 George Washington